# Kate Vaughan

Kate Vaughan (ca. 1880)

Kate Vaughan, geborene Catherine Candelon (* 1852 in Toronto, Ontario; † 21. Februar 1903 in Johannesburg), war eine englische Tänzerin und Burlesque-Schauspielerin.

## Biografie
Kate Vaughan studierte klassischen Tanz und Schauspiel im Grecian Theatre in London. Ihr Vater arbeitete dort als Orchestermusiker. Schon als Jugendliche trat sie in verschiedenen Music-Halls und Theatern in London auf. Sie war neben Lydia Thompson, eine der bekanntesten Vertreterinnen des Skirt Dance. 1873 stellt sie den Skirt Dance zum ersten Mal im Londoner Holborn Royal Amphitheatre vor, in der Operette Orphée aux Enfers von Jacques Offenbach. 
1876 erhielt sie ein Engagement am Gaiety Theatre und wirkte dort zehn Jahre lang als Schauspielerin, Sängerin und Tänzerin, zusammen mit Nellie Darren, Edward Royce und Edward Terry. Im gleichen Jahr wurde sie auch von Pariser Théâtre des Variétés engagiert.
Der berühmte englische Schriftsteller John Ruskin und Edward Burne-Jones, englischer Maler und einer der führenden Vertreter der Präraffaeliten, zählten zu ihren Bewunderern. Letzterer taufte sie auf den Namen Miriam Ariadne Salome Vaughan. 
In vielen Burlesque-Dramen, wie The Forty Thieves (1880) oder Young Fra Diavolo, konnte man die Tänze von Kate Vaughan sehen.
1883 heiratete sie Colonel Frederick Wellesley, Sohn des ersten Earl of Cowley und wendete sich mehr dem Schauspiel zu, trat aber des Öfteren noch als Tänzerin auf. Nach der Scheidung und einer längeren Krankheit folgte eine Tournee durch Südafrika. 1903 starb Kate Vaughan in Johannesburg. Sie wurde auf dem Friedhof Braamfontain beerdigt.